# 東北比例代表區
東北比例代表區（ひれいとうほくブロック）是日本眾議院11个比例代表制選區之一，选举地区是日本的东北地方，也就是青森縣、岩手縣、宮城縣、秋田縣、山形縣、福島縣六县。该选举区设立于1994年，1996年实行比例代表制时，该选区对应16个议席、2000年减少到14个议席，2017年减少到13个议席，2022年12月28日經總務省公佈席次調整為12個議席，較之前減少了1席。

## 選出議員
| 選舉屆數 | 第41屆                    | 第42屆                    | 第43屆                    | 第44屆                    | 第45屆                    | 第46屆                    | 第47屆                    | 第48屆                    | 第49屆                    |
| 選舉年   | 1996年                    | 2000年                    | 2003年                    | 2005年                    | 2009年                    | 2012年                    | 2014年                    | 2017年                    | 2021年                    |
| -------- | ------------------------- | ------------------------- | ------------------------- | ------------------------- | ------------------------- | ------------------------- | ------------------------- | ------------------------- | ------------------------- |
| #1       | 穗積良行 （自由民主党）   | 御法川英文 （自由民主党） | 吉野正芳 （自由民主党）   | 坂本剛二 （自由民主党）   | 田名部匡代 （民主党）     | 高橋比奈子 （自由民主党） | 菅家一郎 （自由民主党）   | 江渡聰德 （自由民主党）   | 津島淳 （自由民主党）     |
| #1       | 穗積良行 （自由民主党）   | 津島恭一 （自由民主党）   | 吉野正芳 （自由民主党）   | 坂本剛二 （自由民主党）   | 田名部匡代 （民主党）     | 高橋比奈子 （自由民主党） | 菅家一郎 （自由民主党）   | 江渡聰德 （自由民主党）   | 津島淳 （自由民主党）     |
| #2       | 木幡弘道 （新進党）       | 日野市朗 （民主党）       | 橋本清仁 （民主党）       | 郡和子 （民主党）         | 吉野正芳 （自由民主党）   | 吉田泉 （民主党）         | 金子惠美 （民主党）       | 寺田学 （希望之党）       | 岡本章子 （立憲民主党）   |
| #2       | 木幡弘道 （新進党）       | 田名部匡代 （民主党）     | 橋本清仁 （民主党）       | 郡和子 （民主党）         | 吉野正芳 （自由民主党）   | 吉田泉 （民主党）         | 金子惠美 （民主党）       | 寺田学 （希望之党）       | 岡本章子 （立憲民主党）   |
| #3       | 御法川英文 （自由民主党） | 菅原喜重郎 （自由党）     | 二田孝治 （自由民主党）   | 中野正志 （自由民主党）   | 津島恭一 （民主党）       | 小熊慎司 （日本維新会）   | 藤原崇 （自由民主党）     | 岡本章子 （立憲民主党）   | 秋葉賢也 （自由民主党）   |
| #3       | 御法川英文 （自由民主党） | 石原健太郎 （自由党）     | 二田孝治 （自由民主党）   | 中野正志 （自由民主党）   | 津島恭一 （民主党）       | 小熊慎司 （日本維新会）   | 藤原崇 （自由民主党）     | 岡本章子 （立憲民主党）   | 秋葉賢也 （自由民主党）   |
| #4       | 井上義久 （新進党）       | 荒井廣幸 （自由民主党）   | 增子輝彦 （民主党）       | 横山北斗 （民主党）       | 中野渡詔子 （民主党）     | 藤原崇 （自由民主党）     | 升田世喜男 （維新党）     | 龜岡偉民 （自由民主党）   | 菅家一郎 （自由民主党）   |
| #5       | 熊谷市雄 （自由民主党）   | 菅野哲雄 （社会民主党）   | 萩野浩基 （自由民主党）   | 佐藤剛男 （自由民主党）   | 秋葉賢也 （自由民主党）   | 橋本英教 （自由民主党）   | 近藤洋介 （民主党）       | 藤原崇 （自由民主党）     | 寺田学 （立憲民主党）     |
| #6       | 日野市朗 （民主党）       | 萩野浩基 （自由民主党）   | 近藤洋介 （民主党）       | 井上義久 （公明党）       | 和嶋未希 （民主党）       | 近藤洋介 （民主党）       | 井上義久 （公明党）       | 小熊慎司 （希望之党）     | 庄子賢一 （公明党）       |
| #6       | 日野市朗 （民主党）       | 萩野浩基 （自由民主党）   | 近藤洋介 （民主党）       | 井上義久 （公明党）       | 渡部一夫 （民主党）       | 近藤洋介 （民主党）       | 井上義久 （公明党）       | 小熊慎司 （希望之党）     | 庄子賢一 （公明党）       |
| #7       | 笹山登生 （新進党）       | 今田保典 （民主党）       | 井上義久 （公明党）       | 吉田泉 （民主党）         | 井上義久 （公明党）       | 井上義久 （公明党）       | 高橋比奈子 （自由民主党） | 井上義久 （公明党）       | 龜岡偉民 （自由民主党）   |
| #8       | 松本善明 （日本共產党）   | 井上義久 （公明党）       | 津島恭一 （自由民主党）   | 玉澤德一郎 （自由民主党） | 遠藤利明 （自由民主党）   | 畑浩治 （日本未来党）     | 高橋千鶴子 （日本共產党） | 山崎誠 （立憲民主党）     | 小澤一郎 （立憲民主党）   |
| #9       | 二田孝治 （自由民主党）   | 工藤堅太郎 （自由党）     | 吉田泉 （民主党）         | 近藤洋介 （民主党）       | 高松和夫 （民主党）       | 村岡敏英 （日本維新会）   | 橋本英教 （自由民主党）   | 高橋比奈子 （自由民主党） | 金田勝年 （自由民主党）   |
| #10      | 今田保典 （新進党）       | 松本善明 （日本共產党）   | 玉澤德一郎 （自由民主党） | 渡部篤 （自由民主党）     | 菊池長右衛門 （民主党）   | 大久保三代 （自由民主党） | 寺田学 （民主党）         | 高橋千鶴子 （日本共產党） | 高橋千鶴子 （日本共產党） |
| #11      | 畠山健治郎 （社会民主党） | 坂本剛二 （自由民主党）   | 鹿野道彦 （民主党）       | 菅野哲雄 （社会民主党）   | 金田勝年 （自由民主党）   | 林宙紀 （眾人之党）       | 勝沼榮明 （自由民主党）   | 綠川貴士 （希望之党）     | 上杉謙太郎 （自由民主党） |
| #12      | 遠藤利明 （自由民主党）   | 佐藤敬夫 （民主党）       | 高橋千鶴子 （日本共產党） | 田名部匡代 （民主党）     | 山口和之 （民主党）       | 郡和子 （民主党）         | 村岡敏英 （維新党）       | 上杉謙太郎 （自由民主党） | 早坂敦 （日本維新会）     |
| #13      | 萩野浩基 （新進党）       | 熊谷市雄 （自由民主党）   | 山本喜代宏 （社会民主党） | 高橋千鶴子 （日本共產党） | 吉泉秀男 （社会民主党）   | 高橋千鶴子 （日本共產党） | 郡和子 （民主党）         | 阿久津幸彦 （立憲民主党） | 馬場雄基 （立憲民主党）   |
| #13      | 萩野浩基 （新進党）       | 熊谷市雄 （自由民主党）   | 山本喜代宏 （社会民主党） | 高橋千鶴子 （日本共產党） | 吉泉秀男 （社会民主党）   | 高橋千鶴子 （日本共產党） | 吉田泉 （民主党）         | 阿久津幸彦 （立憲民主党） | 馬場雄基 （立憲民主党）   |
| #14      | 玉澤德一郎 （自由民主党） | 高橋嘉信 （自由党）       | 中野正志 （自由民主党）   | 二田孝治 （自由民主党）   | 高橋千鶴子 （日本共產党） | 菅野佐智子 （自由民主党） | 真山祐一 （公明党）       |                           |                           |
| #15      | 玄葉光一郎 （民主党）     |                           |                           |                           |                           |                           |                           |                           |                           |
| #16      | 菅原喜重郎 （新進党）     |                           |                           |                           |                           |                           |                           |                           |                           |